# Anacornia
Genre
Anacornia est un genre d'araignées aranéomorphes de la famille des Linyphiidae.

## Distribution
Les espèces de ce genre sont endémiques des États-Unis.

## Liste des espèces
Selon World Spider Catalog (version 16.5, 25/07/2015) :
- Anacornia microps Chamberlin & Ivie, 1933
- Anacornia proceps Chamberlin, 1949

## Publication originale
- Chamberlin & Ivie, 1933 : Spiders of the Raft River Mountains of Utah. Bulletin of the University of Utah, Biological Series, vol. 23, no 4, p. 1-79.